# Пакистано-сирийские отношения
Пакистано-сирийские отношения — двусторонние дипломатические отношения между Пакистаном и Сирией. Власти Пакистана высказывались в поддержку президента Сирии Башара Асада и поддерживают мирное разрешение гражданской войны, а также выступают против любых военных действий против Сирии.

## История

### 1960-70-е годы: политические отношения
В 1970-х годах президент Сирии Хафез Асад посетил Пакистан для участия в саммите Организации исламская конференция, став первым президентом Сирии, посетившим эту страну. Президент Хафез Асад считался близким союзником премьер-министра Зульфикара Али Бхутто. По мнению государственного деятеля Хуршида Касури существовали «исторические связи между семьями Бхутто и аль-Асада». В 1979 году после смерти Зульфикара Али Бхутто президент Сирии Хафез Асад предоставил убежище для Беназир, Муртазы и Шахнаваза Бхутто и выступал против правления президента Пакистана Мухаммеда Зия-уль-Хака.

### Пакистан и Война судного дня
В 1973 году во время Войны Судного дня премьер-министр Пакистана Зульфикар Бхутто направил военный контингент в Сирию для оказания помощи и обучению личного состава по просьбе президента Сирии Хафеза Асада. С 1973 по 1977 год военные советники Пакистана обучали личный состав сирийской армии военной тактике, кроме того была размещена пакистанская дивизия для защиты Дамаска от возможных атак израильской армии в ходе войны. Военно-морские силы Пакистана также оказывали поддержку ВМС Сирии, в то время как ВВС Пакистана направили часть своих пилотов для того, чтобы те управляли боевыми самолётами сирийских ВВС, действующими с места дислокации ВВС Египта в Инхассе. Пакистанский пилот Масуд Хатиф командовал авиационным соединением, а пакистанские пилоты ВВС и ВМС управляли истребителями МиГ-21 сирийских ВВС и участвовали в патрулировании сирийско-израильской границы.
В 1974 году, в разгар конфликта, один из известных летчиков-истребителей ВВС Пакистана Саттар Алви, управлявший МиГ-21 сирийских ВВС, сбил истребитель Dassault Mirage III, который пилотировал капитан ВВС Израиля М. Лутцем. В другом воздушном бою в 1974 году командир эскадрильи МиГ-21 Ариф Манзур сбил два израильских Dassault Mirage III. После окончания войны лейтенант Саттар Алви и командир эскадрильи Ариф Манзур были награждены за храбрость двумя высшими наградами Сирии президентом Хафезом Асадом.

### 1970-80-е годы: охлаждение и нормализация отношений
После свержения Зульфикара Али Бхутто и прихода к власти Мухаммеда Зия-уль-Хака отношения Пакистана с Сирией резко ухудшились. В 1981 году отношения ухудшились, когда Boeing 720 авиакомпании Pakistan International Airlines был захвачен боевиками «Аль-Зульфикар» в Дамаске. Правительство Пакистана считало, что это движение пользовалось поддержкой президента Хафеза Асада.
Напряжённость усилилась, когда Сирия обращалась к угонщикам как к государственным гостям, а делегация министерства иностранных дел Пакистана во главе с генерал-майором Рахимом Ханом была встречена негативно. Отношения оставались напряжёнными на протяжении следующих пяти лет, когда после успешных переговоров министерств иностранных дел пакистано-сирийские отношения нормализовались. В 1987 году президент Пакистана Мухаммед Зия-уль-Хак совершил неожиданный государственный визит в Дамаск, где провёл переговоры тет-а-тет с президентом Сирии Хафезом аль-Асадом для нормализации отношений.
После гибели президента Мухаммеда Зия-уль-Хака и прихода к власти Беназир Бхутто, отношения улучшились, так как семья Бхутто поддерживала левую идеологию и выступала за крепкие отношения с Советским Союзом.

### 1980—2000-е годы: торговля и образование
В 1990-х годах Пакистан оказал содействие Сирии в строительстве тракторного завода. Также Пакистан помог модернизировать сахарную, цементную и целлюлозно-бумажную промышленность Сирии, а также расширилось сотрудничество в области сельского хозяйства.
В рамках программы технической помощи Пакистан предоставил сирийским студентам стипендии для изучения сельскохозяйственных наук в Университете сельского хозяйства Фейсалабада, а также вложил средства в создание институтов информатики в Дамаске в конце 1990-х годов. После прихода к власти Беназир Бхутто и Пакистанской народной партии (ПНП) в 1993 году отношения улучшились и  Сирия поддержала территориальные притязания Пакистана в отношении принадлежности Кашмира. Однако, сирийские власти уточнили, что принадлежность Кашмира является двусторонней проблемой Индии и Пакистана. После долгих переговоров Пакистан и Сирия договорились о взаимном сотрудничестве в области науки и технологий, что привело к созданию в 2005 году совместного пакистано-сирийского комитета по науке и технологиям.

### 2010 — настоящее время: гражданская война в Сирии
В 2010 году президент Пакистана Асиф Али Зардари совершил государственный визит в Сирию для встречи с президентом Сирии Башаром Асадом с целью стимулировать активизацию сотрудничества в политическом и экономическом секторах и подписания торгового договора.
В 2011 году, после начала гражданской войны в Сирии, Пакистан проводил политику нейтралитета. Пакистан решительно выступает против военных операций на территории Сирии. На заседании СБ ООН Пакистан воздержался при голосовании по антисирийской резолюции в Генассамблее ООН. На конференции, организованной властями Ирана, Пакистан призвал международное сообщество уважать суверенитет, независимость и территориальную целостность Сирии.
Пакистан настоятельно призывал Соединённые Штаты Америки и другие западные державы избегать применения военной силы в Сирии. Представитель министерства иностранных дел Пакистана Айзаз Чаудри заявил, что необходимо уважать суверенитет и территориальную целостность Сирии. Пакистан выразил глубокую озабоченность продолжающимся насилием и угрозой возможных военных действий США, нависшей над Сирией. Министерство иностранных дел Пакистана также решительно осудило предполагаемое использование химического оружия сирийским правительством: «Все вовлеченные стороны должны принять курс на диалог вместо насилия и искать мирное разрешение конфликта». Советник по национальной безопасности Сартадж Азиз заявил в Организации Объединённых Наций: «Пакистан осуждает использование химического оружия, но не поддерживает авиационные удары, которые предлагают США, поскольку они только сделают ситуацию более негативной». Сартадж Азиз настоятельно призвал США и Великобританию «дождаться отчета миссии ООН по Сирии».
В декабре 2015 года власти Пакистана заявили, что они выступают против любых попыток свержения президента Сирии Башара Асада. В 2018 году Международная школа Пакистана в Дамаске, находящаяся под эгидой посольства Пакистана, стала ведущей в стране.